# Attagenus adspersus
Attagenus adspersus là một loài bọ cánh cứng trong họ Dermestidae. Loài này được Blanchard miêu tả khoa học năm 1843.